# Sumativní hodnocení
Sumativní hodnocení je celkovým a souhrnným zhodnocením dosahovaných výkonů v dané oblasti a jejich přiřazení k určité úrovni v rámci nějaké škály. Hlavním smyslem tohoto hodnocení je získat konečný celkový přehled o dosahovaných výkonech (žáků, učitelů aj.). Podstatou tohoto hodnocení je rozhodnutí typu ano – ne, vyhovuje – nevyhovuje, může postoupit dál – nemůže postoupit dál. Jedním z hlavních cílů sumativního hodnocení je žáka nějakým způsobem zařadit, buď se záměrem diagnostikovat žáka anebo informovat ho o jeho úspěšnosti po nějakým delším úseku vykonané práce. Jednou z negativních stránek sumativního hodnocení je jeho omezení na zařazování žáka do určité hodnotové škály (např. dobrý – průměrný – špatný). Jeho plusem může naopak být to, že je užitečné pro porovnávání měřitelných výkonů, např. za určitá období.

## Příklady sumativního hodnocení
Sumativní hodnocení může mít formu jak známek (na vysvědčení, v žákovské knížce), tak i slovní formu (např.: Jiřina po celý rok patřila k nejlepším žákům třídy). K sumativnímu hodnocení patří například zkoušení, písemné práce, závěrečné vysvědčení, ale i přijímací zkoušky na střední či vysokou školu nebo testy při pracovních konkurzech.

## Sumativní vs. formativní hodnocení
Sumativní hodnocení by mělo především navazovat na práci s formativním hodnocením. Sumativní hodnocení je zpravidla hodnocením konečným, kdežto formativní hodnocení je hodnocením průběžným. Při sumativním hodnocení by se měla respektovat a tolerovat jak osobnost žáka, tak i jeho úsilí. Tento typ hodnocení může mít motivační charakter, ale mělo by se s ním pracovat tak, aby k němu žák přistupoval s co největším klidem a porozuměním. Ve škole se žák vždy setkává s oběma druhy hodnocení, přičemž je důležité si uvědomit, že pro rozvoj klíčových kompetencí potřebuje žák především takové formy hodnocení, které jsou označovány jako hodnocení formativní.